# J. A. D. Jensen Nunatakker
J. A. D. Jensen Nunatakker är en nunatak i Grönland (Kungariket Danmark). Den ligger i kommunen Sermersooq, i den södra delen av Grönland. Toppen på J. A. D. Jensen Nunatakker är 1 647 meter över havet.
Terrängen runt J. A. D. Jensen Nunatakker är platt. Det finns inga samhällen i närheten. Trakten runt J. A. D. Jensen Nunatakker är permanent täckt av is och snö.